# HD 182477
HD 182477，又名BD-14 5428，SAO 162595、HR 7367，是一颗恒星，视星等为5.69，位于銀經24.14，銀緯-13.7，其B1900.0坐标为赤經19h 19m 42.6s，赤緯-14° -13.7′ 42″。